# صراع القيسية واليمانية
الصراع القيسي اليماني او صراع القيسية واليمانية هو صراع بين قبائل قيس أو القبائل العدنانية والقبائل اليمانية أو القحطانية، في بداية العصر الأموي حتى بدايات حكم الدولة العثمانية.

## الأصول
كانت الأصول القديمة لقيس واليمن قائمة تقليديا على الجذور العربية الشمالية أو الجنوبية للقبائل العربية، بما في ذلك حقيقية أو المتصورة. كانت قيس من شمال الجزيرة العربية (أو القبائل العدنانية)، بينما كان اليمن من جنوب الجزيرة العربية (أو القبائل القحطانية).  حسب الأنساب، يُقال تقليديًا إن القبائل الشمالية (العدنانية) تنحدر من إسماعيل بينما يُقال إن القبائل الجنوبية تنحدر من قحطان. وهناك نظريات تقول بأن قحطان هذا من نسل إسماعيل كذلك. وقيل إنه من نسل نبي الله هود. أشارت المصادر العربية التاريخية أحيانًا إلى العرب الجنوبيين بالقحطانية (القحطانيون)، ولكن غالبًا ما يطلق عليهم أهل اليمن (شعب اليمن ) أو اليمانية.(اليمنيون).  على النقيض من ذلك، نادرًا ما يشار إلى عرب الشمال (العدنانيون) باسم "الإسماعيليين"، ربما لأن هذا المصطلح جاء للإشارة إلى العرب بشكل عام.  بدلاً من ذلك، وُصف الشماليون بأنهم عدنانيون بعد عدنان، وهو سليل بعيد لإسماعيل، أو يُطلق عليهم اسم أحد أحفاد عدنان، وهو نزار بن معد بن عدنان،(نزاريون أو نزارية) أو اسم ابنه مضر بن نزار ( مضريون أو مضرية)، أو ببساطة جدهم الذين ينتسبون له، قيس بن مضر.  علاوة على ذلك، لم يندرج كل العرب الشماليين تحت مسمى "مضر" أو "قيس". كما تتبع ربيعة، التي كان موطنها التقليدي شرق الجزيرة العربية، وكانت من نسل نزار ومع ذلك، وبغض النظر عن أصولهم الشمالية، فإن ولاء ربيعة يتأرجح بين قيس / مضر واليمن، وكثيراً ما أشارت إليهم المصادر العربية التاريخية على أنهم طرف ثالث في نزاع قيس واليمن.
هذا التمييز بين الشمال والجنوب موجود بين قبائل شبه الجزيرة العربية منذ عصور ما قبل الإسلام (قبل القرن السابع). وكان ابرز حدث يثبت ذلك يوم البيداء الذي كان بين العدنانيين وقبائل اليمن والذي انتصرت فيه قبائل عدنان. ومع ذلك، لا يوجد ذكر للعداء بين المجموعتين في التقاليد العربية قبل الإسلام. بمعنى لا يوجد صراع بين قيس كمجموعة او اتحاد وجميع قبائل اليمن بمجموعة بل كانت بينهم حروب وغارات طفيفة لا علاقه لها بالصراعات، وفي التواريخ العربية القديمة، تم ذكر القبائل التي ستشكل الاتحاد بشكل فردي وليس جماعي.  وفقًا للمؤرخ، مونتغمري واط، كان ذلك خلال العصر الأموي (638-750)، حيث بدأت القبائل العربية تنظم نفسها على طول الخطوط الشمالية (القيسية) والجنوبية (اليمانية) "لتشكل ما يشبه حزبًا سياسيًا".  قد يكون التنافس بين اليمانية وقيس نابعًا من التنافس على حقوق الرعي في سوريا بعد الفتح.  ومع ذلك، فإن الصراع المفتوح بينهما لم يحدث إلا خلال الحرب الأهلية الثانية للمسلمين (680-692). 

## بداية الصراع
من المحتمل أن صراع فصيلي قيس واليمن قد ازداد بقوة بعد حكم معاوية بن أبي سفيان. في السابق، كانت الاختلافات بين القيسيين واليمانيين "غير مؤذية إلى حد ما"، وفقًا للمؤرخ هيو إن كينيدي. تسبب اعتماد معاوية بن أبي سفيان على قوات بنو كلب مع ابنه في زيادة قلق بين مشايخ قيس عيلان.  وفي الوقت نفسه، انتشرت الفوضى السياسية في جميع أنحاء الخلافة في أعقاب وفاة الخليفة يزيد في 683 وخليفته معاوية الثاني بعد عدة أسابيع. لم يكن هناك خلفاء واضحون بين الفرع السفياني الحاكم للسلالة الأموية، والتي كان بنو كلب مصممين على الحفاظ عليها للحفاظ على الامتيازات الإدارية والعسكرية التي حصلوا عليها في ظلهم. وهكذا، جمع حسان بن مالك بن بحدل، زعيم بني كلب، ممثلين عن القبائل اليمانية في سوريا في مجلس شورى في الجابية حيث اختاروا مروان (حكم في 684-685) ليكون دخيلًا أمويًا. الخليفة القادم.  قدم مروان تنازلات سياسية كبيرة لبني كلب، مما دفع قيس بقيادة محافظ دمشق الضحاك بن قيس الفهري لدعم عبد الله بن الزبير. المطالب بالخلافة.

## العصر الأموي

### معركة مرج راهط
أقام مروان وبني كلب معسكرا في مرج راهط، يطل على مقر الضحاك في دمشق، وسرعان ما انضم إليهم اليمانيون الغساسنة وكندة. ومن القبائل اليمنية الأخرى التي انضمت إلى مروان طيء وبنو القين وتنوخ.  بينما سارت قيس تحت الضحاك نحو معسكر مروان، قاد سليل الغساني، يزيد بن أبي النمس، ثورة في دمشق أخرجت رجال الضحاك من المدينة.  ثم قاتل الفصيلان في معركة مرج راهط التي استمرت عشرين يومًا، بدءًا من 18 أغسطس 684.  تمت هزيمة قيس الأكثر عددًا وقتل العديد منهم أثناء انسحابهم،  بما في ذلك الضحاك وثمانون من أعيان القيسية.  قام الناجون من قيس بقيادة زفر بن الحارث الكلابي، بالفرار شمالًا إلى بلدة القرقسية على نهر الفرات، بينما أصبح مروان خليفة في دمشق.
أدت معركة مرج راهط إلى تقسيم القبائل العربية في سوريا إلى يماني أو قيسي. وفقًا لكينيدي، "كان لدى قيس الكثير من القتلى ولديهم رغبة للانتقام وكان العداء سيستمر لأجيال"   في حين أن مروان "سيعتمد كليًا على القبائل اليمانية التي انتخبته".  في الواقع، ساعد اليمانيين مروان في تأكيد حكمه في مصر وأدار بسلاسة تولي ابنه عبد الملك (حكم 685-705)، بعد وفاة مروان عام 685.  القادة اليمانيون، ابن بحدل الكلبي، وروح بن زنباع الجذامي من أنصار عبد الملك الرئيسيين، بخلاف أقربائه. طوال الوقت، ظلت قيس في أعالي بلاد ما بين النهرين وشمال سوريا تحت قيادة زفر بن الحارث بثبات خلف ابن الزبير، وأعاقوا توسع السلطة الأموية في العراق الذي يسيطر عليه الزبير.

### ايام قيس على اليمانية

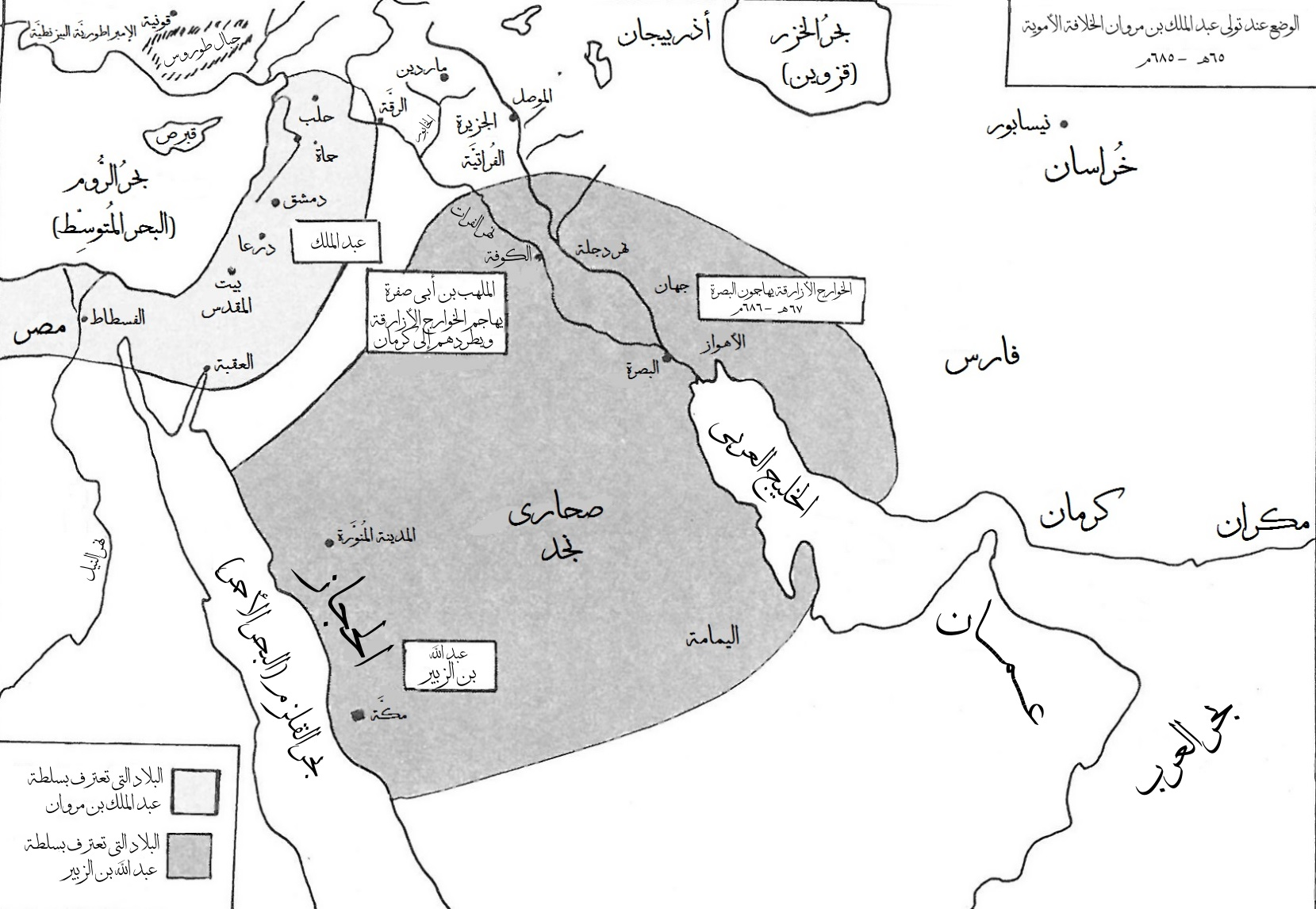
خارطة تُبيِّن البلاد التي اعترفت بِسُلطة عبد الملك بن مروان وتلك التي اعترفت بِسُلطة عبد الله بن الزُبير.

بعد مرج راهط، بدات قيس سلسلة من الغارات والغارات المضادة ضد اليمانية،  ولا سيما الفصيل الرائد، بنو كلب.  نظرًا لأن كل مواجهة كانت تستغرق يومًا كاملاً، فقد أشارت المصادر العربية في العصور الوسطى إلى الغارات باسم أيام، مع تسمية كل يوم على اسم المكان الذي وقع فيه الهجوم. كانت مصادر معارك الأيام عبارة عن قصائد وقصص معاصرة تم حفظها في كتاب الأغاني وكتاب الحكمة وتاريخ المدائن (توفي حوالي 843) وابن الأثير (ت 1233).  يؤكد المؤرخ يوليوس ويلهاوسن أن "الحسابات موثوقة تمامًا في الغالب، على الرغم من عدم وجود اتصال أو تسلسل زمني جزئيًا".  بدأت دورة المداهمات في أعقاب انشقاق اللواء القيسية ورئيس قبيلة بني سليم، عمير بن الحباب، من الجيش الأموي أثناء معركة الخضر ضد القوات الموالية للعلويين للمختار الثقفي عام 686.[بحاجة لمصدر] انشقاق عمير وقواته، الذين لجأوا إلى زفر بن الحارث الكلابي في القرقسية، تم إلقاء اللوم عليه في هزيمة القوة الأموية.[بحاجة لمصدر]
على الرغم من عدم توفر السنة بالضبط في المصادر المعاصرة، إلا أن غارة الأيام الأولى الذي نفذها زفر بن الحارث ضد معسكر بني كلب في المسيخ في ضواحي حمص، وقتل فيها عشرين رجلاً من قبيلة بني كلب.  رد بنو كلب بقيادة حميد بن حريث بن بحدل بقتل ستين رجلاً من قبيلة قيس في نمير الذين يعيشون بين بني كلب تدمر .  بعد ذلك، قاد عمير بن الحباب هجومًا على إكليل، بالقرب من تدمر، مما أسفر عن مقتل ما بين 500 و 1000 من رجال قبيلة بني كلب. أفلت عمير من مطاردة حميد بن حريث له وعاد إلى القرقسية. وتابع عمير انتصاره بشن عدة غارات مدمرة على بني كلب في مساكنهم في صحراء السماوة، بما في ذلك الكعبة المشرفة على بئر، والتي كاد حميد بن حريث أن يقتل فيها.  هربوا بنو كلب السماوة في النهاية إلى وادي الأردن في فلسطين نتيجة للهجمات.
قام عمير في وقت لاحق بتوطين رجال قبيلة بني سليم على طول نهر الخابور، حيث قاموا بالتعدي على مراعي قبيلة تغلب، كانت لها مستوطنات تمتد من الخابور شرقًا وراء نهر دجلة.  طلبت تغلب تدخل زفر بن الحارث لطرد سليم لكن زفر لم يتمكن من التوسط في النزاع.  بدلاً من ذلك، تلقى عمير عقوبة من الزبيريين لمهاجمة تغلب، وبقوة كبيرة قُتل العديد من رجال قبائل تغلب في قرية الخابور في مكيسين. ووقعت مناوشات أخرى بين قيس وتغلب، والتي اجتاحت زفر على جانب عمير، على طول نهري الخابور ودجلة والبليخ والثرثار .  في عام 689، نصبت تغلب كمينًا لقيس في قرية الثرثار في الحشاك، بالقرب من تكريت.  دامت المعركة لثلاثة أيام،  وفي النهاية، انسحب زفر بن الحارث وأقاربه إلى القرقسية وتخلوا عن عمير، الذي قُتل في النهاية على يد تغلب. أرسل الأخير رأس عمير إلى عبد الملك بن مروان.
بعد أن أُجبر زفر على الثأر لمقتل عمير، انتقم من تغلب، ووجه لهم ضربة قاصمة لقرية دجلة في كحيل.  بعد ذلك، أعدم 200 أسير من قبيلة تغلب. في عام 691، دفع حصار عبد الملك للقرقسية زفر لقبول استسلام متفاوض عليه للسلطة الأموية. بموجب الاتفاقية، قام عبد الملك بدمج رجال قبائل قيس في البلاط الأموي والجيش.  أدى دخول قيس إلى الجيش الأموي المعاد تشكيله إلى إنهاء احتكار اليمانية، وبني كلب تحديدًا، لتلك المؤسسة. ومنذ ذلك الحين سعى عبد الملك إلى تحقيق التوازن بين مصالح كل فصيل داخل الجيش. كما هزمت قوات عبد الملك منافسي الأمويين الزبيريين ورعاة قيس، ومصعب بن الزبير في العراق في أكتوبر 691، وعبد الله بن الزبير في مكة في سبتمبر 692.  وضعت هذه التطورات حداً. لهجمات قيس ضد تغلب.
على الرغم من اتفاق عبد الملك مع قيس، استمر المعسكران في مهاجمة بعضهما البعض.  بعد ذلك، امتدت المعارك إلى الحجاز والعراق، على عكس معظم المواجهات المبكرة التي حدثت في أعالي بلاد ما بين النهرين وسهوب بالميرين.  وهكذا اندلع صراع قيس واليمن من حدود الشام إلى العالم الإسلامي الأوسع.  لا يزال حميد يسعى للانتقام من الخسائر السابقة التي تكبدتها بني كلب على يد امير بني سليم، ولكن نظرًا لأن هاتين القبيلتين كانتا الآن تحت حماية عبد الملك بن مروان، قرر حميد مهاجمة قبيلة فزارة القيسية.  عاش الأخيرون بشكل رئيسي شرق المدينة، لكن عشيرتهم الحاكمة سكنت الكوفة. لم تشارك فزارة سابقًا في هجمات ضد اليمانية.  حصل حميد على مذكرة من الأمير الأموي، خالد بن يزيد، لتحصيل ضريبة الماشية من فزارة نيابة عن حكومة عبد الملك ين مروان.  باستخدام هذا الغطاء القانوني، قاد حميد قوة استكشافية كبيرة من عشائر بني كلب ضد رجال قبائل فزارة في العراق، مما أسفر عن مقتل وجرح الكثيرين.  احتجت فزارة على هذه الاعتداءات على عبد الملك، الذي رد بدفع الدية لهم، والتي استخدمتها فزارة بدورهم لشراء الأسلحة والخيول. في حوالي 692/93، انتقمت فزارة من بني كلب في هجوم مفاجئ على معسكرهم في آبار بنات قين في السماوة، وانتهى بمقتل 69 من رجال قبيلة بني كلب.  كانت الغارة على بنات قين الأشهر بين قيس وبني كلب.  غضب عبد الملك من هجوم فزارة، وأمر الجنرال الحجاج بن يوسف الثقفي بقيادة رحلة استكشافية ضد فزارة.  ومع ذلك، استسلم قائدا فزارة الرئيسيين من بنات قين، سعيد بن أبان، وحلحلة بن قيس،  لتجنب هجوم عسكري ضد قبيلتهم. ثم تم إعدام قادة فزارة لإرضاء بني كلب، الذين قبلوا ذلك كتعويض عن خسائرهم. 

### التوازن القبلي في الدولة
اقتصرت قدرة عبد الملك على إنهاء عنف القيسية واليمانية في الغالب على توجيه التهديدات أو دفع الدية.  على الرغم من أنه نجح في تحويل الخلافة الأموية إلى دولة مركزية بيروقراطية مع انخفاض الاعتماد على الجيش، يلاحظ كينيدي أن "عداء قيس واليمن أوضح مشاكل الانتقال" في الخلافة من البدو إلى الحياة المستقرة والحكم .  بعد عام 691، أصبح كل فصيل مرتبطًا بأمير أموي. تحالفت قيس مع شقيق عبد الملك وحاكم أعالي بلاد ما بين النهرين، محمد بن مروان، بينما ارتبطت اليمن بنجل عبد الملك المقيم في فلسطين، سليمان بن عبد الملك. لعبت هذه الانتماءات دورًا مهمًا خلال التنافس بين الأمويين في المستقبل.  بعد انضمام الوليد بن عبد الملك (حكم من 705 إلى 715)، اشتعلت التوترات بين القيسية واليمانية، لكنها لم تسفر عن صراع خطير.  الوليد، كانت والدته قيسية، ومنح هذا قيس درجة من الامتياز.  ومع ذلك، كان لليمن نفوذ كبير مع الفروع الأخرى من الأسرة الأموية، وبالتحديد مع سليمان، ولكن أيضًا مع عمر بن عبد العزيز، الذي حافظ على العلاقات التي أقامها والده مع قادة الجيش اليمانية في مصر. علاوة على ذلك، مع انضمام سليمان في 715، أصبح الجنرال اليماني رجاء بن حيوة من كندة مستشاره الرئيسي واستعاد اليمن موقعهم المتميز داخل الدولة الأموية.
هناك خلاف بين المؤرخين حول أساس نزاع قيس واليمانية أثناء وبعد حكم سليمان.  تصف المصادر العربية في العصور الوسطى الصراع على أنه صراع قبلي.  يؤكد م.أ. شعبان أن قيس جاءوا لتمثيل سياسات التوسع الإسلامي واحتكار الحكومة العربية التي تبناها عبد الملك والحاكم القوي الحجاج بن يوسف الثقفي، بينما دعم اليمن استقرار حدود الخلافة واستيعاب غير العرب في الدولة.  اتبع حلفاء اليمن والخلفاء المتعاقبون، سليمان (حكم 715-717) وعمر بن عبد العزيز (717-720)، مثل هذه السياسات. يجادل كينيدي ضد نظرية شعبان، وبدلاً من ذلك يرى أن الصراع "كان بين فصيلين على أساس الولاءات القبلية، والتي سعت إلى التحكم في الوصول إلى القوة العسكرية والامتيازات المصاحبة لها".  ولهذه الغاية، كان الهدف النهائي لكل فصيل هو صالح الخليفة وتعيينه في حكام المقاطعات.
كان الاصطفاف القيسي اليماني بين القبائل العربية حاضرًا في جميع أنحاء الخلافة، وأصبح تجنب الارتباط بأي من المعسكرين صعبًا بشكل متزايد على القادة المسلمين.  في العراق، أصبحت القبيلتان المتنافستان الرئيسيتان، الأزد وبني تميم، المكون المركزي لليمانية والقيسية، على التوالي، في تلك المحافظة.  التنافس بين قيس واليمن ظهر أيضًا بين القبائل العربية المكونة للجيش الأموي في خراسان.  على الرغم من أن شعبان وصف عمر بن عبد العزيز بأنه مؤيد بقوة لليمانية وجهوده في دمج المجتمعات المسلمة غير العربية، من الواضح أن الخليفة حافظ على سياسة أكثر توازناً فيما يتعلق بالتنافس وسعى إلى إنهاء الفصائل القبلية. كان تعيينه لحكام الولايات على أساس الكفاءة والولاء لسلطته.  ولهذه الغاية، عين القيسي، عمر بن هبيرة الفزاري، حاكمًا لبلاد ما بين النهرين، وأقال الحاكم اليماني للعراق وخراسان، يزيد بن المهلب من الأزد، لصالح العديد من الحكام، وكثير منهم ليسوا من اليمانيين.  ومع ذلك، فقد هددت إصلاحات عمر بن عبد العزيز مصالح القيسية، وبعد وفاته عام 720، ساعدت قيس في استعادة النظام القديم من خلال خليفته يزيد الثاني (حكم 720-724).
في عهد يزيد الثاني، ثار ابن المهلب في العراق، واستولى على واسط والكوفة.  ليس من الواضح أنه كان مدعومًا من القبائل اليمانية في سوريا، وسحق تمرده على يد حليف قوي لقيس مسلمة بن عبد الملك.  شهد التعيين اللاحق لعمر بن هبيرة في العراق التطهير العنيف لقادة اليمانيين في المحافظة.  توفي يزيد عام 724 وتمكن خليفته هشام (حكم من 724-743) من تجنب التورط مع منافسة قيس واليمن وعين خالد القصري من قبيلة بجيلة المحايدة ظاهريًا حاكمًا للعراق. كانت فترة حكم هشام واحدة من أكثر الفترات سلمًا داخليًا في الخلافة الأموية،  ولم يتم الإبلاغ عن حوادث عنف بين قيس واليمن داخل الجيش الأموي خلال تلك الفترة.  قرب نهاية عهده واهتمامه بالحفاظ على الاستقرار في أعقاب وفاته، اعتمد هشام بشكل متزايد على دعم القيسية.  ولهذه الغاية، في عام 738، استبدل القصري، الذي كان من الممكن أن يتعاطف مع اليمانية، بيوسف بن عمر من ثقيف، وعين شخصا داعما لموقف قيس وهو، نصر بن سيار من كنانة، حاكمًا لخراسان.

### الفتنة الثالثة
استمرت الخلافات بين قيس واليمن، لكن الخلافة ظلت مستقرة ومزدهرة حتى وفاة هشام في 743.  ومع ذلك، تفككت هذه الحالة نتيجة لسياسات وعدم كفاءة خليفته الوليد الثاني (حكم. 743-744).  ترك الأخير إدارة الدولة إلى حد كبير في أيدي المعينين من قبل هشام القيسيين، واعتقاله لرعاة اليمن من بين الأسرة الأموية، حشد اليمانيون ضد حكمه.  اعتبر أفراد الأسرة الأموية حكم وليد الثاني فظيعًا لدرجة أن قسمًا منهم بقيادة يزيد بن الوليد قرر عزله، وهو إجراء غير مسبوق في تاريخ الأسرة الأموية. على الرغم من أن الكثير من أفراد الأسرة الأموية والقادة الآخرين كانوا مترددين في دعم يزيد بن الوليد، إلا أن القبائل اليمانية، التي يقودها جزئيًا الزعيم الكلبي منصور بن جمهور، قدمت له دعمًا حاسمًا. كان الدافع وراء اليمانية هو الرغبة في استعادة موقعهم المهيمن في الدولة.  استولى المتمردون على دمشق، ثم حاصروا وقتلوا وليد الثاني في محيط تدمر في 744.  ونتيجة لذلك، اشتد نزاع قيس اليمن بعنف.  يؤكد كينيدي: «سيكون من الخطأ أن نتخيل أن جميع أعضاء هاتين المجموعتين كانوا معاديين بشدة. يبدو أن العنف بدأ من قبل متطرفين مثل يوسف بن عمر لقيس ومنصور بن جمهور لليمانيين، ولكن بمجرد أن بدأ، كان من الصعب جدًا إيقافه وإشراك الجيش الأموي بأكمله والنخبة السياسية. كان هذا التقسيم القاتل، أكثر من أي شيء آخر، هو الذي دمر الحكومة الأموية.»
استمر حكم يزيد بن الوليد ستة أشهر، عين خلالها لفترة وجيزة ابن جمهور حاكماً لخراسان. وخلفه أخوه إبراهيم بن الوليد، ولكن في ديسمبر 744 أطاح به مروان بن محمد (744-750)، وهو رجل قوي يفضله قيسيون بلاد ما بين النهرين ومنطقة الحدود البيزنطية.  كان لقيس الجزء الوحيد من النخبة التي دعمت انقلاب مروان بن محمد،  وبعد ذلك تم طرد قادة اليمن من الشام.  تلا ذلك تمرد في معقل بني كلب بحمص، لكن مروان بن محمد قمعه في 746.  أدت معارضة مروان إلى اندلاع ثورات في محافظات شرق سوريا، حيث ألقى ابن جمهور نصيبه مع الثائر عبد الله بن معاوية.
أرسل مروان الثاني القيسي يزيد بن عمر لقمع ثورة العليين اليمانية في الكوفة.  في النهاية، هزمت قوات مروان الثاني اليمن في سوريا والعراق والخوارج تحت قيادة الضحاك الشيباني وتم تحقيق فترة راحة في الحرب بحلول ربيع عام 748.  ومع ذلك، بحلول ديسمبر / كانون الأول في عام 748، كانت الثورة العباسية في خراسان جادة، وطرد زعيمها أبو مسلم الخرساني الحاكم نصر بن سيار من ميرف وتقدم غربًا.  أرسل يزيد بن عمر الجنرالات القيسيين نوباتا بن حنظلة من بنو كلاب وأمير بن دبارة لوقف مسيرة أبو مسلم، لكن هزمهم قحطبة بن شبيب الطائي .  احتل العباسيون تحت قيادة أبو العباس السفاح (حكم 750-754) العراق، باستثناء واسط التي كانت تحت سيطرة القيسية، في أكتوبر 749.  احتشدت قوات القيسية خلف مروان الثاني بينما كان يتقدم ضد العباسيين، لكنه هُزم بشكل حاسم في معركة الزاب في فبراير 750 ؛  تضاءلت القوة الأموية نتيجة لذلك.  عندما وصل الجيش العباسي إلى دمشق لملاحقة مروان الثاني، سهل رجال القبائل اليمانية دخولهم إلى المدينة.

## فترة ما بعد الأمويين
على الرغم من أن الثورة العباسية كانت "مؤيدة بشدة لليمانية ومعادية لقيس"، إلا أنه بمجرد أن عزز العباسيون سلطتهم، فقد "تبنوا سياسة التوازن القبلي للنظام الأموي السابق"، وفقًا للمؤرخ خالد يحيى بلانكنشيب.  كثير من قادة القيسية في أعالي بلاد ما بين النهرين والحدود البيزنطية والأرمينية، بما في ذلك حليف مروان الوثيق إسحاق بن مسلم العقيلي، احتضنه العباسيين في النهاية.  ومع ذلك، في أعقاب الضم العباسي لسوريا عام 750، أطلقت قيس قنصرين بقيادة أبو الورد ويمانية حمص وتدمر بقيادة النبيل الأموي أبو محمد السفياني ثورة لإعادة تنصيبهم. حكم الأمويين.[بحاجة لمصدر]ومع ذلك، هُزم تحالف القيس واليمن بسرعة نسبية من قبل العباسيين، مع تكبد قيس على وجه الخصوص خسائر فادحة.[بحاجة لمصدر]
بعد انهيار الأمويين وانتقال عاصمة الخلافة من سوريا إلى بغداد، تضاءلت الأهمية السياسية لفصيلي قيس واليمن بشكل كبير.  يؤكد وات أنه "لم يسمع إلا القليل عن العداء" بين قيس واليمن بعد ظهور العباسيين.  ومع ذلك، على مدار القرون التالية، استمر الاصطفاف القيسي اليماني في العمل "كمبدأ منظم لجميع أنواع الخلافات داخل أو بين القبائل والعشائر والأحياء، ليس فقط في سوريا، ولكن بشكل عام في جميع أنحاء العالم العربي" وفقًا للمؤرخ روبرت إروين. مع مرور الوقت، تجاوز الخلاف القبائل العربية البدوية وحتى العرب بشكل عام. كان تقسيم قيس اليمن موجودًا أيضًا بين الأكراد والبربر . 
يؤكد إروين أنه على عكس المنح الدراسية المكرسة لخلاف قيس اليمن خلال العصر الأموي، فإن "أهمية ولاءات قيس واليمن في العصر المملوكي قد أهملها المؤرخون إلى حد كبير".  خلال الفترة المملوكية في سوريا، غالبًا ما ادعت القبائل العربية الرحل والقبائل العربية شبه الرحل، وإلى حد ما، انتماء القبائل أو الجماعات غير العربية إلى قيس. أو فصائل اليمن.  كتب المؤرخ ويليام بوبر أن العشائر، ولا سيما الدروز، من التلال والوديان حول صفد ووادي التيم ونظم جبل عامل نفسه في بعض الأحيان على طول خطوط قيس وبني كلب (اليمن) خلال الفترة المملوكية.  في بعض المناسبات التي شارك فيها غير المماليك (أولئك الذين ليسوا جزءًا من تقليد الجند العبيد) في الحرب الضروس بين النخبة المملوكية، أخذوا تسمية القيسي أو اليماني.  لا يبدو أن الخلاف القيسي اليماني قد لعب دورًا في الصراع القبلي في الفترة المملوكية المبكرة.  أصبح الانقسام أكثر وضوحًا، أو على الأقل اعترف به مؤرخو المماليك، خلال العقود الأخيرة من القرن الرابع عشر.  وحتى ذلك الحين، كانت الإشارات إلى الخلاف بين الفصائل متقطعة ولا تثبت استمرار التنافس خلال العصر المملوكي.

## العصر المملوكي والعثماني

### دمشق ومحيطها
في أوائل العهد العثماني، انقسم سكان دمشق على طول خطوط قيس واليمن، وكان سكان باب الجابية، والشاغور، والصالحية، والشيخ رسلان، والمسجد الأقصى، والقبيبات، تابعين لقيس وأهالي قيس. والميدان ومزابيل ومحروقة ينتمون إلى اليمن. في محيط دمشق، كان زعماء الزبداني ووادي التيم ومنطقة المرج (جنوب المدينة) وسلالة حرفوش في بعلبك يمانيون.

### جبل لبنان
في جبل لبنان أثناء الحكم المملوكي، انقسمت طبقة النبلاء الدرزية المحلية على طول خطوط قيس واليمن، حيث كانت عائلات علم الدين وبحتور تمثل اليمن وقيس على التوالي.  عندما حلت عائلة معان محل بُحتور عام 1516، احتشدت عشائر قيس حولهم.  وانتصر اليمانية في عهد عائلة علم الدين مؤقتًا على عائلة معان في عهد الأمير قرقماز، لكن ابن الأخير فخر الدين الثاني، نجح في إعادة هيمنة قيس في جبل لبنان حتى وفاته عام 1633. بعد ذلك، أدت محاولة يمانية للسيطرة على جبل لبنان إلى مذبحة وحرب أهلية، ولكن بحلول عام 1635 وحتى نهاية القرن السابع عشر، ظلت قيس بقيادة معان مهيمنين. وبعد فترة حلت سلالة شهاب المسلمة السنية محل أقاربهم معان كقادة لدروز قيس بعد وفاة زعيم معان دون ذرية في عام 1697.  في عام 1709، فقد قيس موقعهم في جبل لبنان على يد اليمانية، لكن تغيرت الموازين خلال معركة عين دارة عام 1711، والتي قتل فيها العديد من المقاتلين اليمنيين وكامل قيادة عائلة علم الدين. بعد ذلك انضم الدروز اليمانيون إلى جانب أرسلان في هجرة العشيرة من جبل لبنان، ولجأ معظمهم إلى حوران. أنهت معركة عين دارة بشكل أساسي نزاع قيس واليمن في جبل لبنان. ومنذ ذلك الحين، عُرفت الفصائل المتناحرة باسم عشائرها الرائدة.

### فلسطين
كان انتماء قيس واليمن في فلسطين ذا تاريخ طويل.  ومع ذلك، فإن العديد من الذين انتموا إلى قيس واليمن، بما في ذلك بعض العائلات الرائدة للفصائل، لم يكونوا من العرب، ولكن من أصل شركسي أو كردي أو تركماني.  وفي الوقت نفسه، اختارت العائلات العربية الولاء إما لقيس أو اليمن دون الكثير من الاهتمام بنسبهم العربي العدناني أو القحطاني. في بعض الأحيان، تلتزم فروع نفس العشيرة بفصائل مختلفة بسبب الخلافات داخل الأسرة.  مثل القبائل البدوية وعشائر الفلاحين وسكان المدن متماثلين مع أحد الفصائل الأخرى، بما في ذلك العائلات التي لم تكن أصولها واضحة.
وفقًا لماروم، "في القرن الثامن عشر، عانت المناطق النائية مثل نابلس من صراع أهلي بسبب تنافس قيس (عرب الشمال) واليمن (عرب الجنوب). بما في ذلك الفلاحين والبدو. وكان سكان المدن متعاونين مع إحدى هذه الفصائل، وأدى الصراع إلى اضطراب الحياة الريفية، مما أدى إلى الهجرة وتكوين القرى في المناطق الأقل كثافة سكانية. في الواقع، وفقًا للمؤرخ إحسان النمر، تم تخصيص الجزء الشمالي من جبل نابلس لليمانية، بينما تم منح الجزء الجنوبي لقيس من قبل السلطان المملوكي الناصر محمد (حكم من 1293 إلى 1340، مع انقطاع) . أثناء الحكم العثماني طوال القرن السادس عشر، كانت هناك اشتباكات متكررة بين العائلات في جميع أنحاء فلسطين على أساس انقسامات قيس واليمانية.  تركز معظم القتال في المناطق النائية من نابلس والقدس خلال القرنين الثامن عشر والتاسع عشر.

## قائمة انتماءات القسيين واليمانيين

### العصر المملوكي
انقسم المتصارعين إلى:
- بني زيدان، ينتمي إليها حاكم الجليل ظاهر العمر، كانت جزء من قبيلة قيس.
- كان سكان بيت لحم، مسلمين ومسيحيين، ينتمون إلى اليمن ويحملون راية بيضاء.
- كان سكان الخليل ينتمون إلى قيس ورفعوا الراية الحمراء.
- بيت نتيف وحكمتها قيس سريعا.
- كان سكان أبو غوش والدرة ينتمون إلى اليمن.
- القبيلة الرئيسية في كفر كنا كانت تسمى قيس الحمرا بحسب الدمشقي.[62]
- تم تقسيم القدس بين عائلات الحسيني (اليمن) والنشاشيبي (قيس) والخالدي (قيس).
- تم تقسيم نابلس بين عائلات طوقان (قيس) وعبد الهادي (اليمن).

## طالع أيضًا
- الحرب القيسية اليمانية (793-796)